# Jacobsen Valley
Das Jacobsen Valley (englisch; bulgarisch долина Якобсен dolina Jakobsen) ist ein seichtes, 3,5 km langes und 1,2 km breites Tal des Vinson-Massivs in der Sentinel Range des Ellsworthgebirges im westantarktischen Ellsworthland. Es erstreckt sich nördlich des Mount Vinson. Begrenzt wird es nach Westen durch den Branscomb Peak und den Galicia Peak, nach Osten durch einen niedrigen Gebirgskamm zwischen der Ostseite des Mount Vinson und dem Goodge Col. Das Tal wird von einem Nebengletscher des Branscomb-Gletschers entwässert, der zur klassischen Aufstiegsroute zum Mount Vinson gehört.
US-amerikanische Wissenschaftler kartierten es 1988. Die bulgarische Kommission für Antarktische Geographische Namen benannte es 2010 nach Solveig Gunbjørg Jacobsen (1913–1996), die am 8. Oktober 1913 in Grytviken auf Südgeorgien als erster südlich der antarktischen Konvergenz geborener Mensch zur Welt gekommen war.